# Propetes compressa
Propetes compressa är en insektsart som beskrevs av Walker 1851. Propetes compressa ingår i släktet Propetes och familjen dvärgstritar. Inga underarter finns listade i Catalogue of Life.